# Coupe de France de hockey sur glace 2020-2021
Navigation
Coupe de France 2020 Coupe de France 2022
La Coupe de France 2021 de hockey sur glace est la vingt-huitième édition de cette compétition organisée par la Fédération française de hockey sur glace. La compétition a été annulée en raison de la pandémie de Covid-19. La finale était prévue le 31 janvier 2021 à l'AccorHotels Arena à Paris.

## Présentation
La Coupe de France est jouée sous la forme d'une compétition à élimination directe, chaque rencontre devant déterminer un vainqueur. S'il y a égalité à l'issue du temps réglementaire, une période de prolongation de dix minutes est jouée, suivie si nécessaire d'une séance de tirs au but. Chaque rencontre est déterminée par tirage au sort. Tous les clubs de Synerglace Ligue Magnus, de Division 1 et de Division 2 ont l'obligation de participer. 
Le calendrier de la coupe est le suivant :
- Premier tour : 3 octobre 2020
- Seizièmes de finale : 20 et 21 octobre 2020
- Huitièmes de finale : 10 et 11 novembre 2020
- Quarts de finale : 8 et 9 décembre 2020
- Demi-finales : 5 et 6 janvier 2021
- Finale : 31 janvier 2021

| Tour                | Division | Division | Division | Division |
| Tour                | Synerglace Ligue Magnus (SLM) | Division 1 (D1) | Division 2 (D2) | Division 3 (D3) |
| ------------------- | --- | --- | --- | --- |
| Premier tour        | | Albatros de Brest Drakkars de Caen Éléphants de Chambéry Dogs de Cholet Sangliers Arvernes de Clermont Corsaires de Dunkerque Épinal Hockey Club Spartiates de Marseille Vipers de Montpellier Yétis du Mont-Blanc Corsaires de Nantes Bisons de Neuilly-sur-Marne Étoile noire de Strasbourg Remparts de Tours | Red Dogs d'Amnéville Chevaliers du lac d'Annecy Titans de Colmar Coqs de Courbevoie Bouquetins du HCMP Jets d'Évry Viry Pingouins de Morzine-Avoriaz Comètes de Meudon Français volants de Paris Dragons de Poitiers Phénix de Reims Renards de Roanne Bélougas de Toulouse-Blagnac Lynx de Valence Diables rouges de Valenciennes Ours de Villard-de-Lans Lions de Wasquehal | Castors d'Asnières Castors d'Avignon Tigres de l'ACBB Caribous de Seine-et-Marne Ducs de Dijon Aigles de La Roche-sur-Yon Taureaux de feu de Limoges Graoully de Metz Krokos de Nîmes |
| Seizièmes de finale | Gothiques d'Amiens Ducs d'Angers Hormadi Anglet Boxers de Bordeaux Diables rouges de Briançon Jokers de Cergy-Pontoise Pionniers de Chamonix Mont-Blanc Rapaces de Gap Brûleurs de loups de Grenoble Scorpions de Mulhouse Aigles de Nice Dragons de Rouen | | | |

## Premier tour
| 3 octobre 2020 | Limoges (D3) | 2-26 (0-10, 1-9, 1-7) | Brest (D1) | Patinoire des Casseaux 270 spectateurs |

| Feuille de match                           | Feuille de match                                                    | Feuille de match | Feuille de match | Feuille de match                                                                    |
| ------------------------------------------ | ------------------------------------------------------------------- | --- | --- | ----------------------------------------------------------------------------------- |
|                                            | - Rivoire (C. Duché) — 26 min 57 s - Nebus (Bonnet) — 56 min 29 s - | 0-1 0-2 0-3 0-4 0-5 0-6 0-7 0-8 0-9 0-10 0-11 0-12 1-12 1-13 1-14 1-15 1-16 1-17 1-18 1-19 1-20 1-21 1-22 1-23 2-23 2-24 2-25 2-26 | Motreff (Jacquier) — 3 min 37 s Denis (Bernier, Tremblay) — 4 min 40 s Bernier (Denis, Favarin) — 6 min 55 s G. Avenel (Balaz) — 7 min 57 s Dīķis (Motreff, Thos) — 12 min 4 s Ruckay (Balaz, Gréverend) — 13 min 15 s Bernier (Tremblay) — 13 min 34 s Ručkay (G. Avenel) — 14 min 47 s Thos (Motreff, Jacquier) — 16 min 25 s Balaz (G. Avenel, Neau) — 19 min 28 s Tremblay (Denis, Bernier) — 21 min 49 s Ručkay (Balaz, Gréverend) — 26 min 15 s - Tremblay (Denis, Bernier) — 27 min 17 s Cannizzo (Dīķis, G. Avenel) — 30 min 23 s Thos (Motreff, Jacquier) — 34 min 10 s Jacquier (Motreff) — 35 min 11 s J. Avenel — 35 min 53 s Tremblay (Bernier) — 36 min 26 s Ručkay (Gréverend, G. Avenel) — 38 min 15 s Ručkay (Balaz, Tremblay) — 41 min 31 s G. Avenel (Ručkay) — 50 min Denis (Gréverend, Favarin) — 54 min 20 s (SN) Ručkay — 56 min 23 s - Denis (Tremblay, Bernier) — 56 min 46 s Denis (Treamblay, Gaubert) — 59 min 34 s Denis (Tremblay, J. Avenel) — 59 min 51 s | Arbitrage : Guillaume Gardiol Juges de lignes : Florian Tocqueville et Johan Fauvel |
| Corallo (50 min 46 s) Pradeau (9 min 14 s) | Gardiens                                                            | Neau (20 min) Gaubert (40 min) | | Arbitrage : Guillaume Gardiol Juges de lignes : Florian Tocqueville et Johan Fauvel |
| 2 min                                      | Pénalités                                                           | 0 min | | Arbitrage : Guillaume Gardiol Juges de lignes : Florian Tocqueville et Johan Fauvel |
|                                            |                                                                     | | | Arbitrage : Guillaume Gardiol Juges de lignes : Florian Tocqueville et Johan Fauvel |

| 3 octobre 2020 | Caen (D1) | 2-4 (1-2, 1-1, 0-1) | Cholet (D1) | Patinoire de Caen la Mer |

| Feuille de match | Feuille de match                                                                             | Feuille de match        | Feuille de match | Feuille de match                                                         |
| ---------------- | -------------------------------------------------------------------------------------------- | ----------------------- | --- | ------------------------------------------------------------------------ |
|                  | - Prosvic (Cerkovnik, Alvarez) — 12 min 26 s (SN) - Lavonen (Leucht, Menard) — 27 min 43 s - | 0-1 1-1 1-2 1-3 2-3 2-4 | Côté (Besson, Frécon) — 3 min 32 s - Doyle (Côté) — 15 min 35 s (SN) Frécon (Borovsky) — 25 min 52 s (IN) - Luedtke (Gibert, Salerno) — 59 min 22 s (CV) | Arbitrage : Tom Leonard Juges de lignes : Romain Honoré et Adrien Ernecq |
| Quemener         | Gardiens                                                                                     | Depanian                | | Arbitrage : Tom Leonard Juges de lignes : Romain Honoré et Adrien Ernecq |
| 6 min            | Pénalités                                                                                    | 6 min                   | | Arbitrage : Tom Leonard Juges de lignes : Romain Honoré et Adrien Ernecq |
|                  |                                                                                              |                         | | Arbitrage : Tom Leonard Juges de lignes : Romain Honoré et Adrien Ernecq |

| 3 octobre 2020 | Poitiers (D2) | 2-10 (1-4, 1-3, 0-3) | Nantes (D1) | Patinoire municipale de Poitiers 298 spectateurs |

| Feuille de match | Feuille de match                                                                                  | Feuille de match                                 | Feuille de match | Feuille de match                                                                   |
| ---------------- | ------------------------------------------------------------------------------------------------- | ------------------------------------------------ | --- | ---------------------------------------------------------------------------------- |
|                  | - Tartari (Lemaitre, Le Chapelain) — 18 min 55 s - M. Lamothe (Tartari, Lemaitre) — 27 min 22 s - | 0-1 0-2 0-3 0-4 1-4 1-5 2-5 2-6 2-7 2-8 2-9 2-10 | Brenton (McCloy, André) — 3 min 27 s Brenton (McCloy, André) — 5 min 13 s Jouanny (Prokop, Ardouin) — 12 min 13 s Brenton (McCloy, Custosse) — 17 min 15 s - Bergeron (Auger, Genest) — 24 min 23 s - Genest — 27 min 54 s Brenton (McCloy) — 37 min 51 s André (Bergeron, Carrier) — 43 min 4 s Schmitt (Ardouin, Goncalves) — 44 min 14 s McCloy (Brenton, Dufournet) — 51 min 41 s (SN) | Arbitrage : Raphaël Rohwedder Juges de lignes : Jérémy Metais et Clément Goncalves |
| Gobbo            | Gardiens                                                                                          | Leclerc (20 min) Lapointe (40 min)               | | Arbitrage : Raphaël Rohwedder Juges de lignes : Jérémy Metais et Clément Goncalves |
| 20 min           | Pénalités                                                                                         | 4 min                                            | | Arbitrage : Raphaël Rohwedder Juges de lignes : Jérémy Metais et Clément Goncalves |
|                  |                                                                                                   |                                                  | | Arbitrage : Raphaël Rohwedder Juges de lignes : Jérémy Metais et Clément Goncalves |

| 3 octobre 2020 | La Roche-sur-Yon (D3) | 3-8 (0-6, 3-0, 0-2) | Tours (D1) | Complexe Arago 750 spectateurs |

| Feuille de match                 | Feuille de match                                                                                            | Feuille de match                            | Feuille de match | Feuille de match                                                              |
| -------------------------------- | --- | ------------------------------------------- | --- | ----------------------------------------------------------------------------- |
|                                  | - Rajnoha (Farkašovský, Lalanne) — 33 min 21 s (SN) Rajnoha — 37 min 13 s (IN) Nimer (Manon) — 38 min 5 s - | 0-1 0-2 0-3 0-4 0-5 0-6 0-7 1-7 2-7 3-7 3-8 | Torres (Birolini, Métais) — 2 min 44 s Campbell (Bushbacher, Bourgaut) — 4 min 31 s (SN) Métais — 17 min 24 s (SN) Torres (Crosnier) — 18 min 13 s Vepsäläinen (Birolini, Maltas) — 19 min 23 s Birolini (Vepsäläinen, Bourgaut) — 20 min - Bushbacher (Beveridge, Campbell) — 49 min 41 s Metais (Vepsäläinen, Mäkelä) — 50 min 15 s (SN) | Arbitrage : Frédéric Le Berre Juges de lignes : Pierre Tronet et David Haspot |
| Renard (20 min) Chanson (40 min) | Gardiens | Fontaine (38 min 5 s) Blažek (21 min 55 s)  | | Arbitrage : Frédéric Le Berre Juges de lignes : Pierre Tronet et David Haspot |
| 16 min                           | Pénalités                                                                                                   | 12 min                                      | | Arbitrage : Frédéric Le Berre Juges de lignes : Pierre Tronet et David Haspot |
|                                  | |                                             | | Arbitrage : Frédéric Le Berre Juges de lignes : Pierre Tronet et David Haspot |

|  | Boulogne-Billancourt (D3) | - | Évry-Viry (D2) |  |

| Feuille de match | Feuille de match | Feuille de match | Feuille de match | Feuille de match |
| ---------------- | ---------------- | ---------------- | ---------------- | ---------------- |
|                  |                  |                  |                  |                  |
|                  |                  |                  |                  |                  |
|                  |                  |                  |                  |                  |
|                  |                  |                  |                  |                  |

| 3 octobre 2020 | Courbevoie (D2) | 1-7 (1-1, 0-3, 0-3) | Neuilly-sur-Marne (D1) | Patinoire municipale de Neuilly-sur-Marne 93 spectateurs |

| Feuille de match | Feuille de match                          | Feuille de match                 | Feuille de match | Feuille de match                                                                       |
| ---------------- | ----------------------------------------- | -------------------------------- | --- | -------------------------------------------------------------------------------------- |
|                  | - Prudent (Sel, Domalain) — 18 min 59 s - | 0-1 1-1 1-2 1-3 1-4 1-5 1-6 1-7  | Boudreau (McSween, Ayotte) — 14 min 47 s (SN) - Joannette (Aubé, Lallemand) — 28 min 11 s Valier (Auvitu, Joannette) — 30 min 1 s Joannette (Lallemand, Belharfi) — 31 min 6 s Ayotte (McSween, Marks) — 41 min 6 s (2 SN) Boudreau (Marks) — 48 min 49 s (SN) Ayotte (Boudreau, Baldris Valls) — 58 min 2 s | Arbitrage : Sébastien Levasseur Juges de lignes : Anne-Sophie Boniface et Thomas Simon |
| Nikolić          | Gardiens                                  | Dupuis (40 min) Gilbert (20 min) | | Arbitrage : Sébastien Levasseur Juges de lignes : Anne-Sophie Boniface et Thomas Simon |
| 12 min           | Pénalités                                 | 26 min                           | | Arbitrage : Sébastien Levasseur Juges de lignes : Anne-Sophie Boniface et Thomas Simon |
|                  |                                           |                                  | | Arbitrage : Sébastien Levasseur Juges de lignes : Anne-Sophie Boniface et Thomas Simon |

| 7 octobre 2020 | Dammarie-lès-Lys (D3) | 1-9 (0-0, 0-4, 1-5) | Meudon (D2) | Patinoire de la Cartonnerie 94 spectateurs |

| Feuille de match                   | Feuille de match       | Feuille de match                         | Feuille de match | Feuille de match                                                                     |
| ---------------------------------- | ---------------------- | ---------------------------------------- | --- | ------------------------------------------------------------------------------------ |
|                                    | - Boulet — 53 min 10 s | 0-1 0-2 0-3 0-4 0-5 0-6 0-7 0-8 0-9 1-9  | Sebag (Jarry, Rabelle) — 23 min 26 s (SN) V. Mathieu (T. Mathieu, Ferré) — 24 min 19 s V. Mathieu (Metsola, Guimbard) — 25 min 46 s (SN) Sebag (Mony, Vinals) — 33 min 20 s (SN) Guimbard (Sebag, Mony) — 40 min 48 s Guimbard (Sebag, Metsola) — 41 min 18 s (SN) Jeanjean (V. Mathieu) — 50 min 40 s Mony (Metsola) — 51 min 18 s T. Mathieu — 52 min 55 s - | Arbitrage : Stéphane Peronnin Juges de lignes : Nicolas Messier et Antoine Debucquet |
| Roullier (40 min) Joubert (20 min) | Gardiens               | Harald (45 min 37 s) Hervé (14 min 23 s) | | Arbitrage : Stéphane Peronnin Juges de lignes : Nicolas Messier et Antoine Debucquet |
| 18 min                             | Pénalités              | 18 min                                   | | Arbitrage : Stéphane Peronnin Juges de lignes : Nicolas Messier et Antoine Debucquet |
|                                    |                        |                                          | | Arbitrage : Stéphane Peronnin Juges de lignes : Nicolas Messier et Antoine Debucquet |

| 3 octobre 2020 | Asnières-sur-Seine (D3) | - | Français volants (D2) | Patinoire des Courtilles |

| 3 octobre 2020 | Reims (D2) | 6-3 (0-1, 1-1, 5-1) | Valenciennes (D2) | Patinoire Albert 1er 150 spectateurs |

| Feuille de match | Feuille de match | Feuille de match                   | Feuille de match | Feuille de match                                                               |
| ---------------- | --- | ---------------------------------- | --- | ------------------------------------------------------------------------------ |
|                  | - Bernad (Rouillard, David) — 36 min 43 s - Bernad (Rouillard, Lohou) — 46 min 25 s Leroy (Coustenoble, Prat) — 47 min 43 s Bernad (David, Lafrance) — 55 min 11 s (IN) Brouillette (Lafrance, Lohou) — 56 min 53 s Lathuillière (Bernad, Lafrance) — 59 min 50 s (IN + CV) | 0-1 0-2 1-21-3 2-3 3-3 4-3 5-3 6-3 | Sadoine (Zib, Kļaviņš) — 5 min 28 s (SN) Houque (Cornu, Kļaviņš) — 33 min 27 s - Kļaviņš (Houque, Cameron) — 42 min 14 s (2 SN) - | Arbitrage : Romain Herrault Juges de lignes : Louis Bachetti et Jérémie Collin |
| Charton          | Gardiens | Brassart                           | | Arbitrage : Romain Herrault Juges de lignes : Louis Bachetti et Jérémie Collin |
| 46 min           | Pénalités | 34 min                             | | Arbitrage : Romain Herrault Juges de lignes : Louis Bachetti et Jérémie Collin |
|                  | |                                    | | Arbitrage : Romain Herrault Juges de lignes : Louis Bachetti et Jérémie Collin |

| 14 octobre 2020 | Wasquehal (D2) | 0-12 (0-5, 0-5, 0-2) | Dunkerque (D1) | Patinoire Michel-Raffoux |

| Feuille de match | Feuille de match | Feuille de match                                   | Feuille de match | Feuille de match                                                                      |
| ---------------- | ---------------- | -------------------------------------------------- | --- | ------------------------------------------------------------------------------------- |
|                  | -                | 0-1 0-2 0-3 0-4 0-5 0-6 0-7 0-8 0-9 0-10 0-11 0-12 | Budínský (Herrera-Mione) — 30 s Budínský (Lawrence) — 4 min 28 s Herrera-Mione (Budínský, Lawrence) — 6 min 46 s C. Thomas (Mykitiuk) — 6 min 55 s Mikušovič (C. Thomas, M. Thomas) — 7 min 26 s Poirier (Laine, Parisot) — 22 min 37 s C. Thomas (Budínský) — 24 min 54 s Martin (Siegfriedt) — 27 min 22 s (IN) Martin (Parisot) — 31 min 28 s Mykitiuk (Mikušovič, Laine) — 37 min 6 s Mykitiuk (Budínský) — 56 min 7 s (SN) Lawrence (Budínský, Herrera-Mione) — 58 min 58 s | Arbitrage : Alexandre Hauchart Juges de lignes : Aurélien Smeeckaert et Cyril Debuche |
| Binanzer         | Gardiens         | Duquenne (20 min) Vazzaz (40 min)                  | | Arbitrage : Alexandre Hauchart Juges de lignes : Aurélien Smeeckaert et Cyril Debuche |
| 6 min            | Pénalités        | 8 min                                              | | Arbitrage : Alexandre Hauchart Juges de lignes : Aurélien Smeeckaert et Cyril Debuche |
|                  |                  |                                                    | | Arbitrage : Alexandre Hauchart Juges de lignes : Aurélien Smeeckaert et Cyril Debuche |

| 13 octobre 2020 | Strasbourg (D1) | 0-3 (0-0, 0-2, 0-1) | Épinal (D1) | Patinoire Iceberg 214 spectateurs |

| Feuille de match | Feuille de match | Feuille de match | Feuille de match | Feuille de match                                                                           |
| ---------------- | ---------------- | ---------------- | --- | ------------------------------------------------------------------------------------------ |
|                  | -                | 0-1 0-2 0-3      | Altidor (Rapenne, Debenedet) — 33 min 41 s (SN) Fujerik (Rudzan) — 38 min 52 s Fujerik (Pernot, Rapenne) — 49 min 34 s | Arbitrage : Jimmy Bergamelli Juges de lignes : Sueva Torribio-Rousselin et Justin Chouleur |
| Hiadlovský       | Gardiens         | Korochoune       | | Arbitrage : Jimmy Bergamelli Juges de lignes : Sueva Torribio-Rousselin et Justin Chouleur |
| 16 min           | Pénalités        | 6 min            | | Arbitrage : Jimmy Bergamelli Juges de lignes : Sueva Torribio-Rousselin et Justin Chouleur |
|                  |                  |                  | | Arbitrage : Jimmy Bergamelli Juges de lignes : Sueva Torribio-Rousselin et Justin Chouleur |

| 3 octobre 2020 | Metz (D3) | 1-13 (1-2, 0-8, 0-3) | Colmar (D2) | Ice Arena |

| Feuille de match                                | Feuille de match                                | Feuille de match                                            | Feuille de match | Feuille de match                                                                |
| ----------------------------------------------- | ----------------------------------------------- | ----------------------------------------------------------- | --- | ------------------------------------------------------------------------------- |
|                                                 | - Zeliska (Leheron, Benchabane) — 14 min 46 s - | 0-1 1-1 1-2 1-3 1-4 1-5 1-6 1-7 1-8 1-9 1-10 1-11 1-12 1-13 | Beckmann — 10 min 42 s - Maricato (Mathieu, Burgert) — 16 min 47 s E. Orme-Lynch (Essipov) — 22 min 19 s Delatour (Allard, Vix) — 23 min 44 s Mathieu (Burgert, Beckmann) — 24 min 3 s Benzaid (Hermant, Mezentzeff) — 24 min 57 s Benzaid (Prokop, Perrenoud) — 27 min 29 s (2 SN) Prokop (Burgert, Mathieu) — 30 min 26 s (SN) M. Orme-Lynch (E. Orme-Lynch, Allard) — 36 min 26 s Prokop (Burgert, Mathieu) — 39 min 11 s Delatour (Maricato, Vix) — 52 min 26 s Turlure (Burgert) — 52 min 56 s Delatour (Bourdages) — 58 min 39 s | Arbitrage : Sébasiten Geoffroy Juges de lignes : Laura Peronnin et Louis Fleury |
| De Preval (36 min 11 s) Condevaux (23 min 49 s) | Gardiens                                        | Charpentier (40 min) Eriksson (20 min)                      | | Arbitrage : Sébasiten Geoffroy Juges de lignes : Laura Peronnin et Louis Fleury |
| 32 min                                          | Pénalités                                       | 4 min                                                       | | Arbitrage : Sébasiten Geoffroy Juges de lignes : Laura Peronnin et Louis Fleury |
|                                                 |                                                 |                                                             | | Arbitrage : Sébasiten Geoffroy Juges de lignes : Laura Peronnin et Louis Fleury |

| 3 octobre 2020 | Dijon (D3) | 7-5 (3-0, 2-2, 2-3) | Amnéville (D2) | Patinoire Trimolet 418 spectateurs |

| Feuille de match | Feuille de match | Feuille de match                                | Feuille de match | Feuille de match                                                                    |
| ---------------- | --- | ----------------------------------------------- | --- | ----------------------------------------------------------------------------------- |
|                  | Neuwirth (Vrtek, Blandin) — 1 min 52 s (SN) Rossetti (Bailly) — 2 min 13 s Valtat (Lacroix, Mahier) — 15 min 1 s (SN) Vrtek — 32 min 44 s - Valtat (Blandin, Lacroix) — 36 min 27 s - Mahier (Bais, Lacroix) — 47 min 23 s (2 SN) - Vlad — 59 min 45 s (CV) | 1-0 2-0 3-0 4-0 4-1 5-1 5-2 5-3 6-3 6-4 6-5 7-5 | - Dutkovič (Durand, Joerger) — 35 min 52 s - Durand (Goux) — 39 min 28 s (SN) Lorenzini (T. Mercier) — 45 min 7 s (SN) - Vogt — 49 min 15 s (IN) Stroppolo (Joerger) — 54 min 21 s - | Arbitrage : Cédric Turbert Juges de lignes : Christophe Moncozet et Charles Baudoin |
| Courtoison       | Gardiens | Boško                                           | | Arbitrage : Cédric Turbert Juges de lignes : Christophe Moncozet et Charles Baudoin |
| 24 min           | Pénalités | 75 min                                          | | Arbitrage : Cédric Turbert Juges de lignes : Christophe Moncozet et Charles Baudoin |
|                  | |                                                 | | Arbitrage : Cédric Turbert Juges de lignes : Christophe Moncozet et Charles Baudoin |

| 3 octobre 2020 | Avignon (D3) | 2-7 (0-3, 0-3, 2-1) | Valence (D2) | Patinoire d'Avignon 353 spectateurs |

| Feuille de match                             | Feuille de match                                                               | Feuille de match                    | Feuille de match | Feuille de match                                                                             |
| -------------------------------------------- | ------------------------------------------------------------------------------ | ----------------------------------- | --- | -------------------------------------------------------------------------------------------- |
|                                              | - Cassan (Richard, Torres) — 53 min 55 s Henry (Rolland, Torres) — 59 min 20 s | 0-1 0-2 0-3 0-4 0-5 0-6 0-7 1-7 2-7 | N. Sahagun (J. Sahagun, Rodriguez) — 1 min 42 s Bidoli (An. Pelisse) — 6 min 41 s Bidoli (An. Pelisse, Cabaré) — 11 min 54 s Dlabaja (Clément, Raška) — 23 min 18 s (SN) An. Pelisse (Bidoli, N. Sahagun) — 35 min 49 s Raška (Dlabaja, Dlouhý) — 36 min 56 s Raška (Joffre, Mattrel) — 51 min 56 s (SN) - | Arbitrage : Bastien Germaneaud Juges de lignes : Benjamin Auméras et Yohann Creux-Beaugirard |
| Durbin (6 min 41 s) Guimonneau (53 min 19 s) | Gardiens                                                                       | Gautero (40 min) Ledoux (20 min)    | | Arbitrage : Bastien Germaneaud Juges de lignes : Benjamin Auméras et Yohann Creux-Beaugirard |
| 57 min                                       | Pénalités                                                                      | 44 min                              | | Arbitrage : Bastien Germaneaud Juges de lignes : Benjamin Auméras et Yohann Creux-Beaugirard |
|                                              |                                                                                |                                     | | Arbitrage : Bastien Germaneaud Juges de lignes : Benjamin Auméras et Yohann Creux-Beaugirard |

| 3 octobre 2020 | Roanne (D2) | 7-2 (3-0, 1-2, 3-0) | Villard-de-Lans (D2) | Patinoire Fontalon 349 spectateurs |

| Feuille de match | Feuille de match | Feuille de match                    | Feuille de match                                                                             | Feuille de match                                                           |
| ---------------- | --- | ----------------------------------- | -------------------------------------------------------------------------------------------- | -------------------------------------------------------------------------- |
|                  | Morin (Talbot) — 2 min 22 s Ouimet (Tardif, Houde) — 8 min 19 s Houde (Ouimet, Tardif) — 10 min 43 s - Ļeščovs (Touveron) — 29 min 50 s - Ļeščovs (Talbot, Ravanel) — 45 min 48 s (SN) Tardif (Houde, Ouimet) — 56 min 38 s Houde (Ouimet, Tardif) — 58 min 52 s | 1-0 2-0 3-0 3-1 4-1 4-2 5-2 6-2 7-2 | - Cointe (Barin, Florian) — 23 min 6 s - Raveaud (Scolari, Cruchandeau) — 31 min 26 s (SN) - | Arbitrage : Quentin Ugolini Juges de lignes : Vincent Zede et Damien Icard |
|                  | |                                     |                                                                                              | Arbitrage : Quentin Ugolini Juges de lignes : Vincent Zede et Damien Icard |
| 32 min           | Pénalités | 24 min                              |                                                                                              | Arbitrage : Quentin Ugolini Juges de lignes : Vincent Zede et Damien Icard |
|                  | |                                     |                                                                                              | Arbitrage : Quentin Ugolini Juges de lignes : Vincent Zede et Damien Icard |

| 3 octobre 2020 | Annecy (D2) | 1-5 (0-3, 1-1, 0-1) | Chambéry (D1) | Complexe Jean Régis 590 spectateurs |

| Feuille de match | Feuille de match                          | Feuille de match        | Feuille de match | Feuille de match                                                               |
| ---------------- | ----------------------------------------- | ----------------------- | --- | ------------------------------------------------------------------------------ |
|                  | - Arnaud (D'Orazio, Papa) — 33 min 52 s - | 0-1 0-2 0-3 1-3 1-4 1-5 | Delmas (Protčenko, Dechelle) — 4 min 5 s Dubé (Reboh, Chevrier) — 13 min 23 s Janeček (Dubé, Quattrone) — 17 min 26 s - Sautereau (Reboh, Crivello) — 38 min 58 s Sautereau — 40 min 55 s | Arbitrage : Jimmy Bergamelli Juges de lignes : Alexia Cheyroux et Thiefen Biot |
| Pawelek          | Gardiens                                  | Richer                  | | Arbitrage : Jimmy Bergamelli Juges de lignes : Alexia Cheyroux et Thiefen Biot |
| 8 min            | Pénalités                                 | 8 min                   | | Arbitrage : Jimmy Bergamelli Juges de lignes : Alexia Cheyroux et Thiefen Biot |
|                  |                                           |                         | | Arbitrage : Jimmy Bergamelli Juges de lignes : Alexia Cheyroux et Thiefen Biot |

| 3 octobre 2020 | Mont-Blanc (D1) | 10-1 (2-1, 5-0, 3-0) | Clermont-Ferrand (D1) | Patinoire de Saint-Gervais |

| Feuille de match | Feuille de match | Feuille de match                             | Feuille de match           | Feuille de match                                                                    |
| ---------------- | --- | -------------------------------------------- | -------------------------- | ----------------------------------------------------------------------------------- |
|                  | Léger (Gignac, Bícha) — 4 min 11 s Devouassoux (Chatellard, Coulon) — 15 min 27 s - Croz (Ames) — 24 min 54 s Gignac — 28 min 43 s Guer (Soldán, Lebey) — 29 min 10 s Coulon (Gignac, Croz) — 36 min 6 s Lebey (Bícha, V. Cocar) — 37 min 58 s Gignac (Bícha, Léger) — 40 min 24 s Léger (Bícha, Puzič) — 43 min 55 s (SN) V. Cocar (Léger, Bícha) — 58 min 47 s (2 SN) | 1-0 2-0 2-1 3-1 4-1 5-1 6-1 7-1 8-1 9-1 10-1 | - Vialatte — 18 min 34 s - | Arbitrage : Didier Drif Juges de lignes : Alexandre Donat-Magnin et Gwilherm Margry |
| Goy              | Gardiens | Gourdin                                      |                            | Arbitrage : Didier Drif Juges de lignes : Alexandre Donat-Magnin et Gwilherm Margry |
| 12 min           | Pénalités | 16 min                                       |                            | Arbitrage : Didier Drif Juges de lignes : Alexandre Donat-Magnin et Gwilherm Margry |
|                  | |                                              |                            | Arbitrage : Didier Drif Juges de lignes : Alexandre Donat-Magnin et Gwilherm Margry |

| 20 octobre 2020 | Morzine-Avoriaz (D2) | 7-3 (4-0, 1-2, 2-1) | Courchevel-Méribel-Pralognan (D2) | Škoda Arena 349 spectateurs |

| Feuille de match | Feuille de match | Feuille de match                        | Feuille de match | Feuille de match                                                             |
| ---------------- | --- | --------------------------------------- | --- | ---------------------------------------------------------------------------- |
|                  | Masson (Besson, Dutruel) — 1 min 46 s (SN) Nolan (Marcinek, Schmidbauer) — 2 min 30 s Ross (Besson) — 10 min 2 s Delale (Orset, Ragot) — 12 min 53 s - Marcinek (Schmidbauer, Gouttry) — 34 min 21 s Hatcher (Delale) — 45 min 17 s - Besson (Dutruel) — 48 min 40 s | 1-0 2-0 3-0 4-0 4-1 4-2 5-2 6-2 6-3 7-3 | - T. Charlet (R. Charlet) — 32 min 37 s MacLean (Kalinovic, Malec) — 33 min 58 s (SN) - Wagret (MacLean, Kalinovic) — 48 min 33 s (SN) - | Arbitrage : Damien Icard Juges de lignes : Olivier Salicio et Florian Baudry |
| Mugnier          | Gardiens | Kůdela                                  | | Arbitrage : Damien Icard Juges de lignes : Olivier Salicio et Florian Baudry |
| 8 min            | Pénalités | 18 min                                  | | Arbitrage : Damien Icard Juges de lignes : Olivier Salicio et Florian Baudry |
|                  | |                                         | | Arbitrage : Damien Icard Juges de lignes : Olivier Salicio et Florian Baudry |

| 3 octobre 2020 | Nîmes (D3) | 1-17 (0-6, 0-5, 1-6) | Marseille (D1) | Patinoire de Nîmes 200 spectateurs |

| Feuille de match                           | Feuille de match                  | Feuille de match                                                                 | Feuille de match | Feuille de match                                                                 |
| ------------------------------------------ | --------------------------------- | -------------------------------------------------------------------------------- | --- | -------------------------------------------------------------------------------- |
|                                            | - Monpioux (Ricci) — 50 min 1 s - | 0-1 0-2 0-3 0-4 0-5 0-6 0-7 0-8 0-9 0-10 0-11 0-12 0-13 0-14 0-15 1-15 1-16 1-17 | Deshaies (B. Villiot) — 6 min 59 s (SN) G. Villiot (Villain, Dmitritchev) — 12 min 54 s (SN) Coomes — 14 min 12 s Morillon (Nalliod-Izacard) — 14 min 36 s Makarov (Villain) — 15 min 51 s (SN) Nalliod-Izacard (B. Villiot, Cerdà) — 16 min 3 s Nalliod-Izacard (B. Villiot) — 27 min 33 s (IN) Makarov (Raby) — 29 min 6 s Fondadouze (Coomes) — 29 min 18 s Deshaies (Coomes) — 32 min 56 s (SN) Coomes (Fondadouze) — 38 min 18 s Coomes (Maslovskis) — 40 min 47 s Dmitritchev (Makarov) — 44 min 58 s Makarov (Lloyd) — 47 min 56 s Nalliod-Izacard (B. Villiot) — 49 min 12 s (SN) - Makarov (Dmitritchev, Lloyd) — 53 min 14 s (IN) Brooks (Cerdà) — 59 min 26 s | Arbitrage : Adrian Popa Juges de lignes : Matthias Aman et Nicolas Constantineau |
| Verleye (39 min 32 s) Jaouen (20 min 28 s) | Gardiens                          | Vorva (29 min 6 s) Niclot (30 min 54 s)                                          | | Arbitrage : Adrian Popa Juges de lignes : Matthias Aman et Nicolas Constantineau |
| 12 min                                     | Pénalités                         | 22 min                                                                           | | Arbitrage : Adrian Popa Juges de lignes : Matthias Aman et Nicolas Constantineau |
|                                            |                                   |                                                                                  | | Arbitrage : Adrian Popa Juges de lignes : Matthias Aman et Nicolas Constantineau |

| 3 octobre 2020 | Toulouse-Blagnac (D2) | - | Montpellier (D1) | Patinoire Jacques-Raynaud |

## Seizièmes de finale
| 21 octobre 2020 | Neuilly-sur-Marne (D1) | 2-5 (1-0, 1-3, 0-2) | Cergy-Pontoise (SLM) | Patinoire municipale de Neuilly-sur-Marne 90 spectateurs |

| Feuille de match | Feuille de match                                                                    | Feuille de match            | Feuille de match | Feuille de match                                                                  |
| ---------------- | ----------------------------------------------------------------------------------- | --------------------------- | --- | --------------------------------------------------------------------------------- |
|                  | Valier (Aubé, Joannette) — 6 min 17 s - - Boudreau (Ayotte, Mowrey) — 36 min 39 s - | 1-0 1-1 1-2 2-2 2-3 2-4 2-5 | - McCormick (Lubin, Dorey) — 26 min 29 s Kluuskeri (Pelamo, Sammalmaa) — 28 min 20 s (2 SN) - Dorey (Da Costa, Lorcher) — 37 min 21 s Franck (McCormick, Lubin) — 46 min 9 s Hordelalay (Pelamo) — 51 min 39 s | Arbitrage : Adrien Ernecq Juges de lignes : Anne-Sophie Boniface et Jérémy Métais |
| Dupuis           | Gardiens                                                                            | Ylönen                      | | Arbitrage : Adrien Ernecq Juges de lignes : Anne-Sophie Boniface et Jérémy Métais |
| 10 min           | Pénalités                                                                           | 4 min                       | | Arbitrage : Adrien Ernecq Juges de lignes : Anne-Sophie Boniface et Jérémy Métais |
|                  |                                                                                     |                             | | Arbitrage : Adrien Ernecq Juges de lignes : Anne-Sophie Boniface et Jérémy Métais |

|  | Meudon (D2) | - | Asnières-sur-Seine (D3) ou Français volants (D2) |  |

|  | Évry-Viry (D2) | - | Brest (D1) |  |

| 18 décembre 2020 | Rouen (SLM) | 1-2 (1-0, 0-1, 0-1) | Amiens (SLM) | Île Lacroix 0 spectateurs |

| Feuille de match | Feuille de match           | Feuille de match | Feuille de match                                                               | Feuille de match                                                                                   |
| ---------------- | -------------------------- | ---------------- | ------------------------------------------------------------------------------ | -------------------------------------------------------------------------------------------------- |
|                  | Vīgners — 5 min 7 s (IN) - | 1-0 1-1 1-2      | - Baazzi (Ševčenko, G. Leclerc) — 36 min 35 s Boivin (West) — 47 min 21 s (SN) | Arbitrage : Nicolas Cregut et Pierre Dehaen Juges de lignes : Jérémie Douchy et Joffrey Yssembourg |
| Pintarič         | Gardiens                   | Buysse           |                                                                                | Arbitrage : Nicolas Cregut et Pierre Dehaen Juges de lignes : Jérémie Douchy et Joffrey Yssembourg |
| 6 min            | Pénalités                  | 10 min           |                                                                                | Arbitrage : Nicolas Cregut et Pierre Dehaen Juges de lignes : Jérémie Douchy et Joffrey Yssembourg |
|                  |                            |                  |                                                                                | Arbitrage : Nicolas Cregut et Pierre Dehaen Juges de lignes : Jérémie Douchy et Joffrey Yssembourg |

| 20 octobre 2020 | Reims (D2) | 1-2 (0-1, 1-0, 0-1) | Dunkerque (D1) | Patinoire Albert 1er 320 spectateurs |

| Feuille de match | Feuille de match                                      | Feuille de match | Feuille de match                                                                   | Feuille de match                                                                        |
| ---------------- | ----------------------------------------------------- | ---------------- | ---------------------------------------------------------------------------------- | --------------------------------------------------------------------------------------- |
|                  | - Martial (Brouillette, Lafrance) — 34 min 6 s (SN) - | 0-1 1-1 1-2      | Mykitiuk (Lawrence) — 5 min 34 s - C. Thomas (Budínský, Mi. Poirier) — 52 min 33 s | Arbitrage : Sébastien Levasseur Juges de lignes : Jérémie Collin et Aurélien Smeeckaert |
| Charton          | Gardiens                                              | Vazzaz           |                                                                                    | Arbitrage : Sébastien Levasseur Juges de lignes : Jérémie Collin et Aurélien Smeeckaert |
| 49 min           | Pénalités                                             | 37 min           |                                                                                    | Arbitrage : Sébastien Levasseur Juges de lignes : Jérémie Collin et Aurélien Smeeckaert |
|                  |                                                       |                  |                                                                                    | Arbitrage : Sébastien Levasseur Juges de lignes : Jérémie Collin et Aurélien Smeeckaert |

| 20 octobre 2020 | Épinal (D1) | 0-4 (0-1, 0-0, 0-3) | Mulhouse (SLM) | Patinoire de Poissompré 1 100 spectateurs |

| Feuille de match | Feuille de match | Feuille de match | Feuille de match | Feuille de match                                                                              |
| ---------------- | ---------------- | ---------------- | --- | --------------------------------------------------------------------------------------------- |
|                  | -                | 0-1 0-2 0-3 0-4  | Crête (Mugnier) — 8 min 55 s Loizeau (Marcotte, Hecquefeuille) — 40 min 9 s Downey (Loizeau) — 43 min 53 s (SN) Salve (Allard) — 58 min 53 s (IN + CV) | Arbitrage : Alexandre Hauchart Juges de lignes : Jason Thorrignac et Sueva Torribio-Rousselin |
| Korochoune       | Gardiens         | Papillon         | | Arbitrage : Alexandre Hauchart Juges de lignes : Jason Thorrignac et Sueva Torribio-Rousselin |
| 37 min           | Pénalités        | 35 min           | | Arbitrage : Alexandre Hauchart Juges de lignes : Jason Thorrignac et Sueva Torribio-Rousselin |
|                  |                  |                  | | Arbitrage : Alexandre Hauchart Juges de lignes : Jason Thorrignac et Sueva Torribio-Rousselin |

|  | Dijon (D3) | - | Colmar (D2) |  |

|  | Morzine-Avoriaz (D2) | - | Chamonix (SLM) |  |

| 20 octobre 2020 | Mont-Blanc (D1) | 1-11 (0-5, 0-4, 1-2) | Grenoble (SLM) | Palais des sports de Megève 505 spectateurs |

| Feuille de match | Feuille de match                       | Feuille de match                                   | Feuille de match | Feuille de match                                                                    |
| ---------------- | -------------------------------------- | -------------------------------------------------- | --- | ----------------------------------------------------------------------------------- |
|                  | - Daita (Soldán, Croz) — 46 min 28 s - | 0-1 0-2 0-3 0-4 0-5 0-6 0-7 0-8 0-9 0-10 1-10 1-11 | Hardy (Valier) — 1 min 22 s Champagne (Kearney) — 6 min 6 s Munoz — 6 min 17 s Valier (Legault, Fabre) — 11 min 1 s Munoz (Legault, Hardy) — 15 min 28 s (SN) Dair (Sauvé) — 31 min 13 s Valier — 32 min Dair (Munoz) — 33 min 52 s Kearney (Aleardi, Champagne) — 35 min 48 s Legault (Fabre) — 41 min 26 s - Aleardi (Champagne) — 57 min 8 s | Arbitrage : Jérémy Rauline Juges de lignes : Alexandre Donat-Magnin et Vincent Zede |
| Dugat            | Gardiens                               | Raibon                                             | | Arbitrage : Jérémy Rauline Juges de lignes : Alexandre Donat-Magnin et Vincent Zede |
| 8 min            | Pénalités                              | 4 min                                              | | Arbitrage : Jérémy Rauline Juges de lignes : Alexandre Donat-Magnin et Vincent Zede |
|                  |                                        |                                                    | | Arbitrage : Jérémy Rauline Juges de lignes : Alexandre Donat-Magnin et Vincent Zede |

| 20 octobre 2020 | Roanne (D2) | 5-1 (0-0, 3-0, 2-1) | Chambéry (D1) | Patinoire Fontalon 250 spectateurs |

| Feuille de match | Feuille de match | Feuille de match        | Feuille de match                                | Feuille de match                                                                     |
| ---------------- | --- | ----------------------- | ----------------------------------------------- | ------------------------------------------------------------------------------------ |
|                  | Talbot (Ļeščovs) — 25 min 39 s (2 SN) Touveron (Ļeščovs) — 29 min 36 s Haaser — 32 min 58 s Houde (Robidas) — 47 min 53 s Haaser — 49 min 8 s - | 1-0 2-0 3-0 4-0 5-0 5-1 | - Protčenko (Janeček, Janda) — 55 min 28 s (SN) | Arbitrage : Didier Drif Juges de lignes : Yohann Creux-Beaugirard et Gildas Fontaine |
| Catelin          | Gardiens | Corvez                  |                                                 | Arbitrage : Didier Drif Juges de lignes : Yohann Creux-Beaugirard et Gildas Fontaine |
| 10 min           | Pénalités | 8 min                   |                                                 | Arbitrage : Didier Drif Juges de lignes : Yohann Creux-Beaugirard et Gildas Fontaine |
|                  | |                         |                                                 | Arbitrage : Didier Drif Juges de lignes : Yohann Creux-Beaugirard et Gildas Fontaine |

|  | Marseille (D1) | - | Toulouse-Blagnac (D2) ou Montpellier (D1) |  |

| 20 octobre 2020 | Gap (SLM) | 4-5 (TB) (2-0, 0-2, 2-2, 0-0, 0-1) | Briançon (SLM) | Alp'Arena |

| Feuille de match | Feuille de match | Feuille de match                    | Feuille de match | Feuille de match                                                                                            |
| ---------------- | --- | ----------------------------------- | --- | --- |
|                  | Goličič (Mosey, Correia) — 10 min 51 s (2 SN) Goličič (Langlais, Thillet) — 19 min 39 s (SN) - Gutierrez (Correia, Mosey) — 55 min 1 s R. Faure (Goličič, Guertin) — 57 min 2 s - | 1-0 2-0 2-1 2-2 2-3 3-3 4-3 4-4 4-5 | - Colomban (Plouffe, Sedlak) — 28 min 6 s Sodja (Rutherford, Tomko) — 31 min 28 s (SN) Markkula (Rutherford) — 47 min 21 s - Nättinen (Markkula) — 59 min 58 s (SN + CV) Grahut — 65 min (TB) | Arbitrage : Geoffrey Barcelo et Benjamin Scolari Juges de lignes : Gwilherm Margry et Nicolas Constantineau |
| Junca            | Gardiens | Munson                              | | Arbitrage : Geoffrey Barcelo et Benjamin Scolari Juges de lignes : Gwilherm Margry et Nicolas Constantineau |
| 18 min           | Pénalités | 12 min                              | | Arbitrage : Geoffrey Barcelo et Benjamin Scolari Juges de lignes : Gwilherm Margry et Nicolas Constantineau |
|                  | |                                     | | Arbitrage : Geoffrey Barcelo et Benjamin Scolari Juges de lignes : Gwilherm Margry et Nicolas Constantineau |

| 21 octobre 2020 | Valence (D2) | 0-6 (0-1, 0-2, 0-3) | Nice (SLM) | Le Polygone 250 spectateurs |

| Feuille de match | Feuille de match | Feuille de match                          | Feuille de match | Feuille de match                                                             |
| ---------------- | ---------------- | ----------------------------------------- | --- | ---------------------------------------------------------------------------- |
|                  | -                | 0-1 0-2 0-3 0-4 0-5 0-6                   | Knotek (Guillemain, Pascal) — 18 min 19 s Kopta (Čepon) — 34 min 16 s Sutor (Guillemain, Popelka) — 39 min 34 s Hrehorčák (Guillemain, Knotek) — 48 min 35 s Pascal (Heizer) — 53 min 20 s Guillemain (Knotek, Hrehorčák) — 57 min 47 s | Arbitrage : Nicolas Barbez Juges de lignes : Eric Briolat et Quentin Ugolini |
| Gautero          | Gardiens         | Barrier (53 min 20 s) Rollet (6 min 40 s) | | Arbitrage : Nicolas Barbez Juges de lignes : Eric Briolat et Quentin Ugolini |
| 4 min            | Pénalités        | 8 min                                     | | Arbitrage : Nicolas Barbez Juges de lignes : Eric Briolat et Quentin Ugolini |
|                  |                  |                                           | | Arbitrage : Nicolas Barbez Juges de lignes : Eric Briolat et Quentin Ugolini |

| 20 octobre 2020 | Tours (D1) | 3-6 (0-4, 1-1, 2-1) | Bordeaux (SLM) | Patinoire de Tours 560 spectateurs |

| Feuille de match                            | Feuille de match | Feuille de match                    | Feuille de match | Feuille de match                                                              |
| ------------------------------------------- | --- | ----------------------------------- | --- | ----------------------------------------------------------------------------- |
|                                             | - Bourgaut (Vepsäläinen, Koski) — 29 min 23 s - Torres (Campbell, Beveridge) — 48 min 44 s (SN) Beveridge (Maltas, Garrido) — 57 min 28 s | 0-1 0-2 0-3 0-4 0-5 1-5 1-6 2-6 3-6 | Skinnars (Labelle, Paquin) — 18 s Lévèsque (Gallet, Bélisle) — 4 min 50 s Mulle (Poudrier, Lévèsque) — 10 min 1 s Labelle (Skinnars, Johnston) — 14 min 34 s Skinnars (Moisand, Labelle) — 28 min 12 s - Poudrier (Mulle, Ferrara) — 41 min 42 s - | Arbitrage : Savice Fabre Juges de lignes : Jérémie Douchy et Maxime Laboulais |
| Blažek (14 min 34 s) Fontaine (45 min 26 s) | Gardiens | Fouquerel (40 min) Richard (20 min) | | Arbitrage : Savice Fabre Juges de lignes : Jérémie Douchy et Maxime Laboulais |
| 43 min                                      | Pénalités | 31 min                              | | Arbitrage : Savice Fabre Juges de lignes : Jérémie Douchy et Maxime Laboulais |
|                                             | |                                     | | Arbitrage : Savice Fabre Juges de lignes : Jérémie Douchy et Maxime Laboulais |

| 20 octobre 2020 | Cholet (D1) | 2-4 (1-2, 0-1, 1-1) | Anglet (SLM) | Complexe sportif Glisséo 380 spectateurs |

| Feuille de match | Feuille de match                                                          | Feuille de match        | Feuille de match | Feuille de match                                                                |
| ---------------- | ------------------------------------------------------------------------- | ----------------------- | --- | ------------------------------------------------------------------------------- |
|                  | - Salerno (Tait, Frécon) — 15 min 13 s - Tait (Smith, Côté) — 41 min 29 s | 0-1 1-1 1-2 1-3 1-4 2-4 | Decock (Arrossamena, Boscq) — 2 min 54 s - Poudrier (Gauthier, Arrosamena) — 18 min 2 s (SN) Tarantino (Carry, Neyens) — 31 min 55 s Decock (Arrossamena, Poudrier) — 40 min 19 s - | Arbitrage : Jimmy Bergamelli Juges de lignes : Johan Fauvel et Guillaume Barthe |
| Depanian         | Gardiens                                                                  | Bertein                 | | Arbitrage : Jimmy Bergamelli Juges de lignes : Johan Fauvel et Guillaume Barthe |
| 8 min            | Pénalités                                                                 | 10 min                  | | Arbitrage : Jimmy Bergamelli Juges de lignes : Johan Fauvel et Guillaume Barthe |
|                  |                                                                           |                         | | Arbitrage : Jimmy Bergamelli Juges de lignes : Johan Fauvel et Guillaume Barthe |

|  | Nantes (D1) | - | Angers (SLM) |  |

## Arrêt de la compétition
Lors d'une réunion organisée le 5 mars 2021, la fédération française et les clubs se sont mis d'accord pour l'arrêt de la Coupe de France. Une partie des clubs ne pouvant pas s'entraîner et dont le championnat avait déjà été arrêté étant encore en lice, il devenait impossible de pouvoir jouer les rencontres restantes d'ici au 30 avril 2021 date de fin de la saison sportive.

## Nombre d'équipes par division et par tour
|                       | Premier tour | Seizièmes de finale | Huitièmes de finale | Quarts de finale | Demi- finales | Finale |
| Ligue Magnus 12 clubs | Exempts      | 12                  |                     |                  |               |        |
| Division 1 14 clubs   | 14           |                     |                     |                  |               |        |
| Division 2 17 clubs   | 17           |                     |                     |                  |               |        |
| Division 3 9 clubs    | 9            |                     |                     |                  |               |        |
| Totaux                | 40           | 32                  | 16                  | 8                | 4             | 2      |